# 電気通信大学
電気通信大学（でんきつうしんだいがく、英語: The University of Electro-Communications）は、東京都調布市調布ヶ丘一丁目5番1号に本部を置く日本の国立大学。1918年創立、1949年大学設置。略称は電通大、UEC。

## 概観

### 大学全体

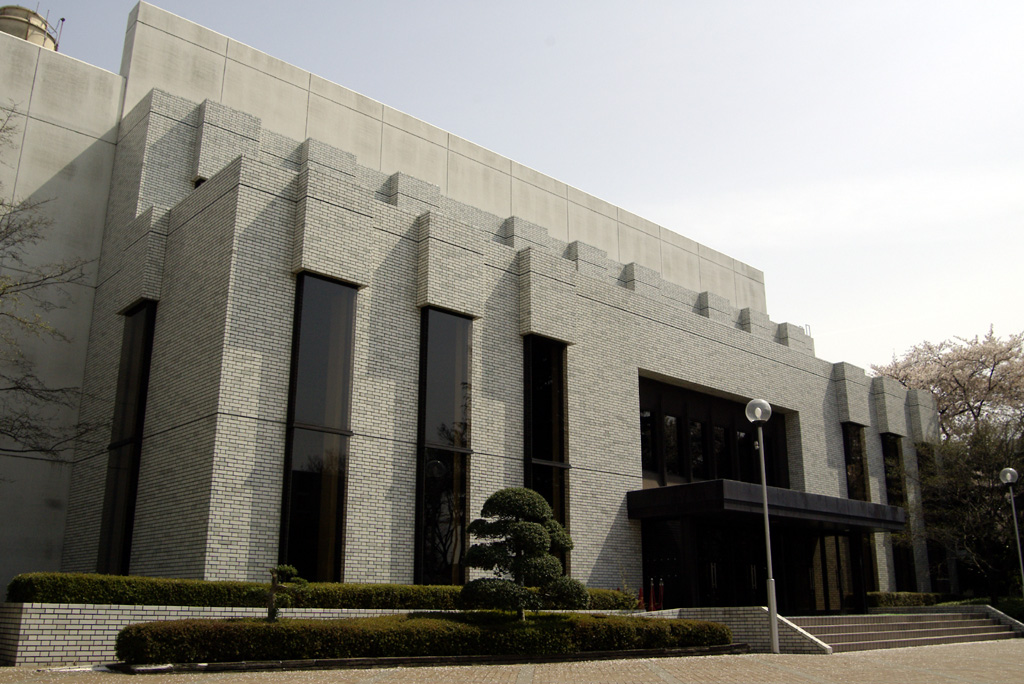
講堂

1918年に社団法人電信協会に無線電信講習所が設立されたことが起源である。
その創立経緯から当初は電気通信に関する研究教育が中心であったが、電子工学、機械工学に分野を広げ、今日では情報通信分野に重点がある工学系の単科大学である点が特徴的である。

### 名称
- 地名の付かない大学名を採用することで「日本全国に開かれた大学を造る」という建学精神を表している。2020年現在、国立大学法人が設置する学部組織を持つ大学で唯一地名（都市名、地域名）が入らない大学である[1][2][注 1]。
- 英語表記は The University of Electro-Communications（略称: UEC）である[3]。また、創立100周年に向けての大学のビジョンとして、UECを頭文字に用いて「Unique & Exciting Campus」を掲げている。
- 学部名の「電気通信学部」も国内唯一であったが、2010年（平成22年）に「情報理工学部」へと名称変更、私立大学を含めてもその名称は珍しかった[注 2]。
- 2018年の100周年を迎えるにあたり、学際色を打ち出すため、2016年に「情報理工学域」とそのⅠ類～Ⅲ類の3類に改組した[4]。
- 広告代理店の電通とは無関係である。

### 理念
電気通信大学は「人類の持続的発展に貢献する知と技の創造と実践を目指す」として、以下の3つの理念を掲げている。
1. 万人のための先端科学技術の教育研究
2. 自ら情報発信する国際的研究者・技術者の育成
3. 時代を切り拓く科学技術に関する創造活動・社会との連携

## 沿革

### 略歴
電気通信大学の起源は1918年（大正7年）東京市麻布区飯倉町（現・港区飯倉）に社団法人電信協会が設立した無線電信講習所である。
1942年（昭和17年）に逓信省に移管され官立無線電信講習所となり旧制専門学校相当とされた。大戦中の1945年に中央無線電信講習所と改称。1948年には所管が文部省に移り、1949年（昭和24年）に新制大学に改組されて「電気通信大学」が誕生した。1957年（昭和32年）に目黒区 (旧: 荏原郡目黒村)から調布市に移転、1980年代には学部・大学院の改組が行われ（後述の沿革を参照）、2004年度（平成16年度）には国立大学法人となり、現在に至っている。

### 年表
- 1893年 電信協会設立。
- 1916年 安中電機製作所が敷地内に帝国無線電信講習会を設立。
- 1918年 社団法人電信協会無線電信講習所が創立、この年を以って電気通信大学の創立年とする。
- 1920年 荏原郡目黒村下目黒（現・目黒区）に移転。
- 1942年 逓信省に移管。官立無線電信講習所となる。
- 1944年 藤沢分教場を開設。
- 1945年 4月（戦時中）、中央無線電信講習所に改称。
- 1948年 文部省に移管。
- 1949年 新制電気通信大学となる。
- 1952年 北多摩郡調布町の東京学芸大学分教場の校地に調布校舎開設。
- 1953年 電気通信大学短期大学部を併設。
- 1957年 目黒校舎から調布校舎へ移転統合を完了。
- 1988年 電気通信学部改組、5学科制へ移行と同時に夜間主コースを設置。これに伴い短期大学部募集停止。
- 1999年 電気通信学部改組、7学科制へ移行。
- 2004年 文部科学省直轄より、国立大学法人法施行に伴い「国立大学法人電気通信大学」となる。
- 2007年 情報システム学研究科改組、4専攻制へ移行。
- 2010年 4月1日、電気通信学部および電気通信学研究科を情報理工学部（4学科）および情報理工学研究科（4専攻）に、夜間主コースを先端工学基礎課程に改組。
- 2012年5月7日、「UEC保育園どんぐり」を開設。女子率の低さを改善すべく打たれた策の一つであり、育児と学問を両立できる環境が整備された[6]。
- 2016年4月1日 - 1学部4学科+先端工学基礎課程、大学院2研究科8専攻であったのを1学域3類+先端工学基礎課程、1研究科4専攻に改組[7]。
- 2017年4月1日 - オープンイノベーション拠点「UECアライアンスセンター」を核とする100周年キャンパス"UEC Port"を開設[8]。
- 2019年4月1日 - 東京外国語大学、東京農工大学と文理協働の共同サステイナビリティ研究専攻を設置[9][10]、1学域（3類+1課程）、1研究科(5専攻)となる。

## 基礎データ

### 所在地
- 公式所在地（東地区キャンパス） - 東京都調布市調布ケ丘1丁目5番地1
- 西地区キャンパス - 東京都調布市富士見町2丁目11番地
- 100周年キャンパス (UEC Port) - 東京都調布市小島町1丁目1番地1
- 多摩川グラウンド - 東京都調布市多摩川7丁目38番地1
- 菅平宇宙電波観測所 - 長野県上田市菅平高原字菅平1223番地
- 電通大スカイオフィス - 渋谷区神宮前5丁目52番2号 青山オーバルビル15階

### 象徴

#### 校章
周波数比5対6のリサジュー図形に「大學」の文字をあしらった図案。
- 新制大学発足時の1949年、学生・教職員を対象に懸賞募集を行い、松村定雄教授から出された図案が採択された
- 描かれている曲線は、周波数比 5 : 6、位相差0度で得られる
- 「5 : 6」は東日本と西日本それぞれの商用電源周波数、50ヘルツと60ヘルツに対応している。これにより、日本全体の調和と、地名が付かない唯一の国立大学として開かれた機関たらんとする建学の精神を表している。

#### コミュニケーションマーク
2010年4月の改組に合わせて制定された。大学の略称である「UEC」と所在地の「TOKYO」を使用したデザインとなっている。制定以降、大学のウェブサイトや広告・看板などは校章に代わってコミュニケーションマークが採用されている。
2021年10月1日にコミュニケーションマークのマイナーチェンジが行われ、所在地を示す「TOKYO」が削除された。

#### スクールカラー
2010年11月24日から2021年10月1日までのスクールカラーはDICカラーガイドシリーズの256番 (DIC256)であり、「UECブルー」の呼称が定められていた。
| CMYK      | C=90, M=90, Y=17, K=0 |
| RGB値     | R=26, G=26, B=212     |
| WEBカラー | #1A1AD4               |
| 色        | ■                     |

コミュニケーションマークのマイナーチェンジに合わせ、2021年10月1日以降のスクールカラーにはDICカラーガイドシリーズのF209番 (DIC-F209)が指定された 。
| CMYK      | C=100, M=95, Y=0, K=0 |
| RGB       | R=23, G=40, B=139     |
| WEBカラー | #17288B               |
| 色        | ■                     |

## 教育および研究

### 組織
電通大100周年に向けた「UECビジョン2018」の一環として2010年に学部改組が行われ、2016年度には「学域・類」に改組された。2018年現在、1学域3類1課程、1研究科4専攻から構成される。

#### 情報理工学域
※2024年度時点
- Ⅰ類（情報系）

教育プログラム：メディア情報学、経営・社会情報学、情報数理工学、コンピュータサイエンス、デザイン思考・データサイエンス
- Ⅱ類（融合系）

教育プログラム：セキュリティ情報学、情報通信工学、電子情報学、計測・制御システム、先端ロボティクス
- Ⅲ類（理工系）

教育プログラム：機械システム、電子工学、光工学、物理工学、化学生命工学
- 先端工学基礎課程（夜間主課程）

#### 大学院情報理工学研究科
2016年度以降、学部組織を持たない独立研究科である情報システム学研究科が廃止され、情報理工学研究科に一本化された。博士前期課程と後期課程を設置している。
- 情報学専攻(J専攻)

教育プログラム：メディア情報学、経営・社会情報学、セキュリティ情報学、デザイン思考・データサイエンス
- 情報・ネットワーク工学専攻(I専攻)

教育プログラム：情報数理工学、コンピュータサイエンス、情報通信工学、電子情報学
- 機械知能システム学専攻(M専攻)

教育プログラム：計測・制御システム、先端ロボティクス、機械システム
- 基盤理工学専攻(S専攻)

教育プログラム：電子工学、光工学、物理工学、化学生命工学
- 共同サステイナビリティ研究専攻

##### スーパー連携大学院
新たなイノベーションを創出する博士を育成するため、2010年（平成22年）11月18日に『スーパー連携大学院コンソーシアム』を結成、翌年度から学生の受け入れを開始した。これは、所属する大学院と並行して、所定の産学官共同研究、他大学受講を行う大学院教育プログラムであり、文部科学省の2008年（平成20年）度「戦略的大学連携支援事業」教育研究高度型に採択された。修了時の博士号は「イノベーション博士サーティフィケート」である。2018年6月現在、9大学、15の株式会社、研究機関、財団法人、社団法人、個人などから構成され、本学はその正会員となっている。

#### 附属機関
- 総合コミュニケーション科学推進機構
  - 総合コミュニケーション科学推進室

研究センター
2019年4月現在、下記の研究センターが設置されている。
- コヒーレント光量子科学研究機構
  - レーザー新世代研究センター
  - 量子科学研究センター
- 先端ワイヤレス・コミュニケーション研究センター
- 宇宙・電磁環境研究センター
- 脳科学ライフサポート研究センター
- i-パワードエネルギー・システム研究センター
- 人工知能先端研究センター
- 先端領域教育研究センター
- フォトニックイノベーション研究センター
- 先端超高速レーザー研究センター
- 燃料電池イノベーション研究センター
- 研究設備センター
- 産学官連携センター

### 研究
2013年度に文部科学省が創設した研究大学強化促進事業の支援対象機関（22機関）に採択された。「知のボーダレス化」、「連携と協働」、「開放性と透明性」の3つの経営戦略を基盤として、大学院の強化、人材登用の強化や国際化の強化を図ることによって研究推進体制を整備し、「小さくても光る大学」を目指している。

#### レーザー研究
レーザー研究は21世紀COEプログラムに採択された。国立天文台の干渉計型重力波検出器TAMA300用に周波数安定化レーザーを開発、採用されている。また2001年12月19日には、レーザー冷却技術によってボース＝アインシュタイン凝縮を達成。これは東京大学、京都大学、学習院大学に継いで国内4番目である。さらに、2005年1月5日には原子基板（アトムチップ）上でのボース＝アインシュタイン凝縮の生成に成功している。

#### 産学官連携
産学連携が行われており、大学内には特許を管理する知的財産部門と技術移転機関である株式会社キャンパスクリエイトがある。

#### 大会
- UECコンピュータ大貧民大会「UECda」：大富豪の対戦プログラムを競う大会。2006年より開催。
- UEC杯コンピュータ囲碁大会：コンピュータ囲碁の大会。2007年より開催。主催は電気通信大学エンターテイメントと認知科学研究ステーション。2012年に日本棋院と協定を締結[25]。
- 世界コンピュータ将棋選手権：コンピュータ将棋協会主催。第19回から第21回（2009年-2011年）では電気通信大学エンターテイメントと認知科学研究ステーションが共催だった。第22回（2012年）ではコンピュータ将棋協会とともに主催となり、大学のキャンパス内が大会会場となった[26]。

#### 採択されたプログラム
21世紀COEプログラム (COE)
- 2003年度（平成15年度） - 数学、物理学、地球科学分野。「コヒーレント光科学の展開」[27]

#### その他
- 1970年代後半に、8bitマイコン用に電通大版Tiny BASICが開発された。

### 教育

#### 採択されたプログラム
特色ある大学教育支援プログラム（特色GP）
2003年度（平成15年度） - 「楽力」によって拓く創造的ものつくり教育
現代的教育ニーズ取組支援プログラム（現代GP）
2004年度（平成16年度） - 専門重視の相互作用型e-ラーニング実践
先導的ITスペシャリスト育成推進プログラム
2006年度（平成18年度） - 高度IT人材育成のための実践的ソフトウェア開発専修プログラム
産業界のニーズに対応した教育改善・充実体制整備事業（産業界GP）
2012年度（平成24年度）～2014年度（平成26年度）
産業界のニーズに対応した人材育成の取り組みを行う大学・短期大学が地域ごとにグループを形成して、地元の企業、経済団体、地域の団体や自治体等と産学協働のための連携会議を設置して取り組みを実施することにより、社会的・職業的に自立し、産業界のニーズに対応した人材の育成に向けた取り組みの充実を図る優れた大学グループの取り組み。
データ関連人材育成プログラム（D-DRIVE）
2017年度（平成29年度）～2024年度
第4次産業革命を勝ち抜く上で求められるデータ関連技術（AI、IoT、ビッグデータ、セキュリティ等）を高度に駆使する人材（高度データ関連人材）について、発掘・育成・活躍促進を一貫して行う。

## 学生生活

### 学友会
自治会として学友会が存在する。
- 執行委員会 - 学友会総会および各委員会、サークルに関する雑務
- 調布祭実行委員会 - 学園祭「調布祭」の運営
- 新入生歓迎委員会 - 新入生へのオリエンテーションなどの統括
- 会計委員会 - 各委員会、サークルの予算を管理
- 群青編集委員会 - 広報

### クラブ活動
- 無線部

JARL登録クラブ名は電通大クラブである。日本アマチュア無線連盟が主催するコンテスト (アマチュア無線)では例年上位入賞を果たしており、JARL登録クラブ対抗年間総合順位においても上位（2016年度は第5位）を維持するほか、年間学校対抗では2014年度以降はコンテスト常勝局の東京大学を下し、第1位を記録するなど、アマチュア無線の界隈ではコンテスト常勝局として知られている。また、全市全郡コンテストにおいて11連覇を達成した。
- 競技ダンス研究部

全日本学生選抜競技ダンス選手権において1989年以降毎年上位の成績を維持している。2014年度・第52回全日本学生選抜競技ダンス選手権では第1位になった。
- 硬式野球部

東京新大学野球連盟に所属し、大学の体育施設である多摩川グラウンドを練習拠点としている。
- 陸上競技部

関東学生陸上競技対校選手権大会（関東インカレ）に毎年出場している。2012年以降は全国大会に出場する選手も複数名所属している。
- U.E.C.Wings（鳥人間サークル）

2022年7月23日（土）及び24日（日）の2日間にわたり滋賀県彦根市の琵琶湖東岸で開催された「第44回鳥人間コンテスト2022」（2022 JAPAN INTERNATIONAL BIRDMAN RALLY）に出場、鳥人間コンテストへは4年ぶりの出場となった。
- 鉄道研究会

機関誌「しぶろく」を年に1回発行している。テレビ番組の「ファイト!」や「タモリ倶楽部」の大学鉄研対決企画に出場した。
- 将棋部

令和5年度春季団体戦ではB2級準優勝となり、B1級へ昇級した。現在はB2級に属している。

### 学園祭
調布祭と呼ばれ、毎年11月下旬に行われる。電通大エレクトロニクスコンテスト（エレコン）が行われるほか、電下一武道会（格闘技大会）、我楽苦多市（フリーマーケット）、お笑いライブ、オープンキャンパス、研究発表なども行われる。「ミス電通大コンテスト」に出場する学生は女装をした男子学生である。2010年には准教授が参加した。ミス電通大コンテストは現在は行われていない。

### 五思寮（ごしりょう）
本学の学生寮。西地区にある。昭和54年に完成したため、「ごしりょう」の名前が付いた。鉄筋コンクリート5階建て。1990年には寮内に学内のインターネット回線が引かれ、寮生は無料で使用できる。設立当初、女子寮は存在しなかったが、2010年度からは教員宿舎を改築した女子寮が設けられた。1979年以前は木造2階建ての3棟で「調布寮」と称し、内部に食堂もあった。管理人を在学生がアルバイトで勤めることもある。

## 大学関係者と組織

### アマチュア無線
社団局 JA1ZGPがある。 電通大コンテストを主催するとともに、数々のコンテストに参加している。“電通大生ならモールス符号の送受信はできて当たり前”という眼で見られることも多いが、21世紀に入ってからは技能者は少ないという。

### 関連団体
- 一般社団法人目黒会 - 同窓会団体だが、情報通信分野の学術振興事業も行っているため、監督官庁は総務省となっている。名称は旧キャンパス（現在は東京都教育相談センターの使用地）があった目黒に由来する[37]。同窓会誌「調布ネットワーク」を発刊している。
- 電気通信大学生活協同組合 -　学生と教職員が出資金を出して組合員となり、自主的に運営する福利厚生の組織で、学内に食堂や購買施設がある。1960年設立、初代理事長は松波港三郎（経済学・教授）、英文名は UEC COOP。「生協の白石さん」こと白石昌則は、電通大生協への勤務歴もあった。
- 株式会社キャンパスクリエイト - 大学の研究成果を企業活動に活かすため1999年9月に設立された認証・承認TLO（技術移転機関）。同大キャンパス内にもオフィスを持つ[24]。役員に、元教員、OBなどが就任している。目黒会も設立に関わった。

## 施設
2022年12月現在の主な施設は下記の通り。
東地区
- 東1 - 10号館
- 東31 - 37号館
- A、B、C、新C、D棟
  - B棟 B101教室: 「武蔵エンジニアリング株式会社講義室B101」[39]
  - B棟 B102教室: 「武蔵エンジニアリング株式会社講義室B102」[39]
  - C棟 103教室: 「九電みらいホール」[39]
- 本館
- 講堂: 「アフラックホールUEC」[39]
- 付属図書館（東3号館内）
- 80周年記念会館（通称「リサージュ」）
- 大学会館（生協食堂、売店含）
- 保健管理センター
- UECコミュニケーションミュージアム
- 国際交流会館
- 課外活動施設
- 職員研修所
- UEC保育園どんぐり（保育施設）

西地区
- 西1 - 11号館
- 西31号館
- 体育館
- 第2体育館
- 弓道場
- プール
- 西食堂
- 学生寮（五思寮）

100周年キャンパス
- UECアライアンスセンター
- ドーム絆（学生宿舎）
- ドーム友達（学生宿舎）
- UECポートロッジ（職員宿舎）

## 対外関係

### 単位互換
- 放送大学学園と単位互換協定を結んでおり、放送大学で取得した単位を卒業に要する単位として認定することができる[40]。

#### 多摩地区国立5大学単位互換
次の多摩地区国立4大学と、単位互換を行っている。
- 東京学芸大学
- 東京農工大学
- 一橋大学
- 東京外国語大学

#### スーパー連携大学院コンソーシアムによる単位互換
次の国公立5大学と、単位互換を実施している。
- 室蘭工業大学
- 北見工業大学
- 富山大学
- 大分大学
- 秋田県立大学

#### その他
次の各大学大学院と電気通信大学大学院との間で、単位互換を実施している。
- 東京大学大学院
- 東京工業大学大学院
- 日本女子大学大学院理学研究科

2019年より津田塾大学との単位互換制度を開始している。

### 文理協働型グローバル人材育成プログラム
グローバル人材の育成を目的として、東京外国語大学及び東京農工大学と共に西東京の国立3大学での連携事業を行っている。
協働高大接続教育プログラム
文系・理系の枠を超えて協同し、世界が抱える問題を解決できる人材を育成するため、大学教育を先取りする形で高校生に教育を行うプログラム。高等学校、および中等教育学校の生徒を対象に、「高校生グローバルスクール」や「高校生グローバルセミナー」を開講している。
協働共通・専門教育プログラム
三大学の在学生向けに共通ゼミや、英語による授業、卒業研究などに関する合同合宿を提供している。
共同サステイナビリティ研究専攻
2019年（平成31年）4月に設置された三大学共同専攻（博士後期課程のみ）。文理融合の博士人材の育成を目的とする。東京農工大学のライフサイエンスや化学、東京外語大学の地域研究、電気通信大学の情報通信やロボット技術のような、互いの得意分野で補完しあい、発展途上国などの、開発と環境、飢餓と農業、医療などといった国際的なテーマの課題解決にアプローチする。取得できる学位は博士（学術）。

### 大学eラーニング協議会
大学eラーニング協議会に加盟している。

### 海外協定校（大学等間交流協定校）
2018年8月7日現在、アメリカ、中国をはじめとする20カ国のの64機関と大学等間交流協定を締結している。

## 社会との関わり

### 南極観測
第一次隊から始まり、多数の越冬隊員（隊長も含む）、夏季隊員を輩出している。複数回越冬しているOBも複数存在する。大学教員だけではなく、民間へ就職後に参加している隊員も多い。映画『南極料理人』にもOBがモデルとして登場する。また、菅平宇宙電波観測所では1999年から2007年まで、観測隊員のアンテナ建設訓練が実施されていた。

### インターネット
電気通信大学のウェブサイトは、日本初の大学公式ウェブサイトとして知られている。
本ページは1992年3月に制作された。

### HFD観測用実験試験局

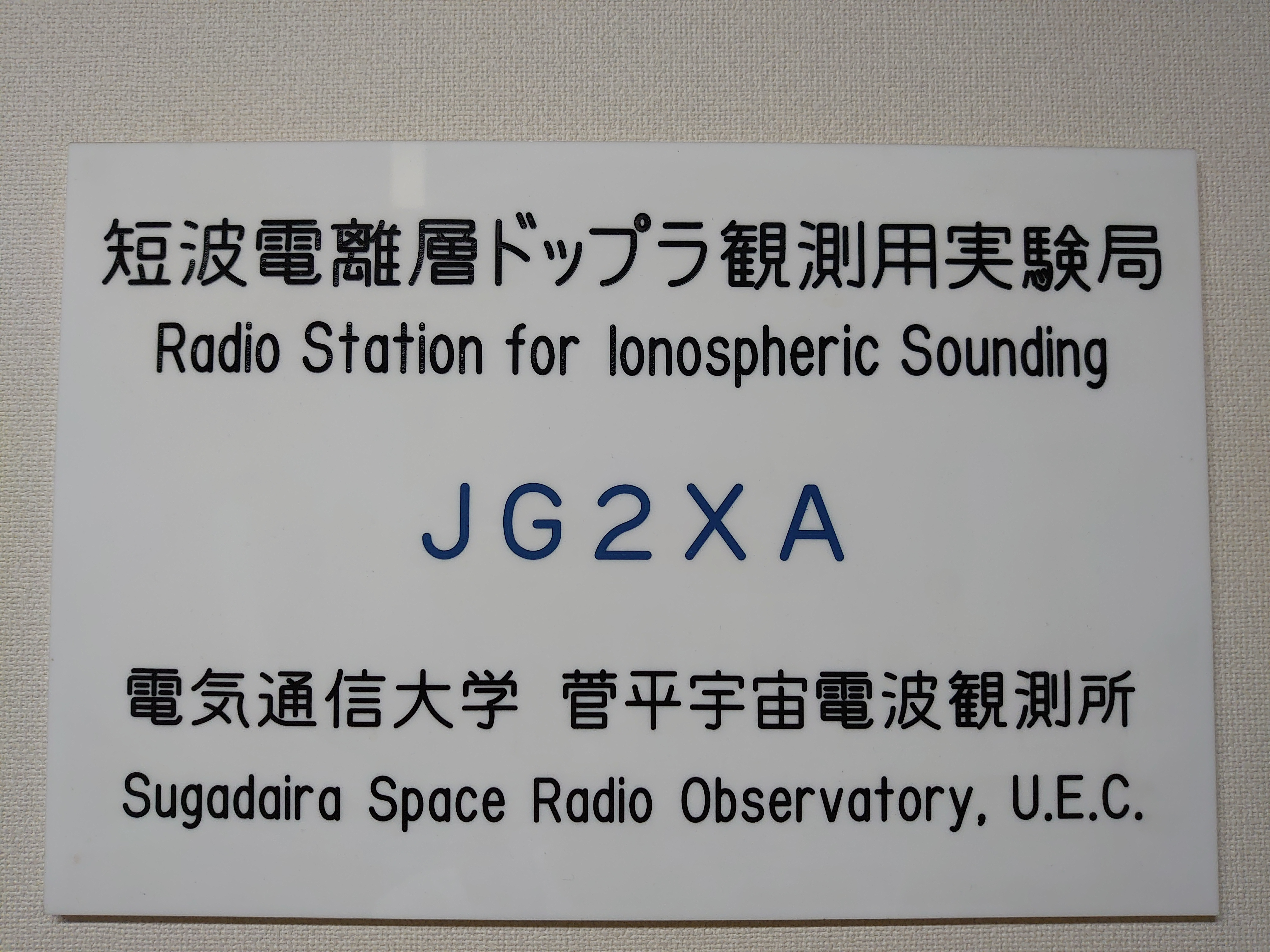
東3号館10階に掲示されたJG2XAコールサインプレート

2001年3月のJJYの短波運用廃止で電離層の観測ができなくなることから、同年7月3日に実験局（現実験試験局）の免許を取得した
。
調布から周波数5006kHzと8006kHz、空中線電力200Wで送信している。搬送波は無変調だが、一定周期で呼出符号 (JG2XA) および実験試験局の目的 (UEC HFD STATION) を、モールス符号で送信している。短波ラジオで受信可能でベリカードも発行している。

### エリア放送
エリア放送制度化前の2011年（平成23年）から実験試験局として調布ワンセグ広域実験、調布ワンセグ中域実験を調布市内のイベントを中心に運用していた。
制度化後は地上一般放送局の免許を取得、2013年（平成25年）8月から調布ワンセグ
の名称でキャンパス（調布ケ丘、東地区）でのワンセグ放送を開始。スポーツ祭東京2013では東京スタジアムでワンセグ放送を実施した。
2014年（平成26年）12月には三鷹市防災訓練「帰宅困難者対策訓練」で三鷹駅南口でワンセグ放送を実施した。
2015年（平成27年）7月には、調布ケ丘局の空中線電力を増力、キャンパス西地区（富士見町）に開局とキャンパスの不感地帯を改善し放送エリアを拡大した。
Android端末でも手軽に視聴できるように、Google Playにて専用アプリを提供していた。
2018年（平成30年）7月末に終了。ベリカードについては2019年（平成31年）2月末で発行を終了した。
諸元
| 局名                                                                                              | 呼出符号     | 空中線電力     | ERP          | 業務区域         | 出典   |
| ------------------------------------------------------------------------------------------------- | ------------ | -------------- | ------------ | ---------------- | ------ |
| 電通大調布エリア放送                                                                              | JOXZ3BK-AREA | 200μW (17.3μW) | 760μW (49μW) | 電気通信大学構内 | [ 66 ] |
| 電通大富士見町エリア放送                                                                          | JOXZ3CC-AREA | 1mW            | 760μW        | 電気通信大学構内 | [ 67 ] |
| 電通大味の素スタジアムエリア放送                                                                  | JOXZ3BO-AREA | 630μW          | 760μW        | 東京スタジアム   | [ 68 ] |
| 電通大三鷹エリア放送                                                                              | JOXZ3BU-AREA | 320μW          | 380μW        | 三鷹駅周辺       | [ 69 ] |
| 免許人:国立大学法人電気通信大学、物理チャンネル:30ch、周波数:575.142857MHz （）内は免許当初のもの |              |                |              |                  |        |

## 学部学科名・研究科専攻名の変遷
電気通信学部は、1949年に3専攻体制（船舶通信専攻、陸上通信専攻、電波工学専攻）で設置されて以来、小刻みに改組と増設を繰り返してきた。1974年に11学科（後述）体制となり、1988年に1学科100人規模の「大学科制」に移行するまでの長い間1学科50 - 70人規模の「小学科制」で行ってきた。

### 電気通信学部

#### 1949年度（3専攻）- 1965年度（6学科）
1949年度 - 1952年度
- 船舶通信専攻
- 陸上通信専攻
- 電波工学専攻

1953年度 - 1958年度
- 電波通信専攻
- 電波工学専攻
- 通信経営専攻

1959年度 - 1965年度
- 電波通信学科
  - 海上通信専攻
  - 陸上通信専攻
- 電波工学科
- 通信経営学科
- 電子工学科
- 通信機械工学科（1960年度新設）
- 通信材料工学科（1964年度新設）

#### 1966年度（7学科）- 1987年度（11学科）
- 電波通信学科 → 電子情報学科（1983年度）

無線通信士養成課程があり、電気通信術（モールス通信）の実習があった。
- 通信工学科

無線技術士国家試験一部免除の認定学科であった。
- 電波工学科 → 応用電子工学科
- 電子工学科
- 通信経営学科 → 経営工学科（1967年度）
- 機械工学科
- 機械工学第二学科（1974年度新設）
- 通信材料工学科 → 材料科学科（1968年度）
- 物理工学科（1967年度新設）
- 電子計算機学科（1970年度新設） → 計算機科学科（1977年度）
- 情報数理工学科（1973年度新設）

#### 1988年度 - 1998年度（5学科）
電気通信研究施設と短期大学部を統合・再編し、夜間主コースが各学科に設置された。
- 電子工学科
- 電子情報学科 → 情報通信工学科（1999年）
- 情報工学科
- 機械制御工学科 → 知能機械工学科（1999年）
- 電子物性工学科

#### 1999年度 - 2009年度（7学科）
- 情報通信工学科(ice)

通信に関係する様々な分野を研究。
- 情報工学科(cs)

コンピュータそのものの方式と活用に関する科学技術を研究。情報工学の基礎となるような数学の教育を広く行う。
- 電子工学科(ee)

半導体などの電子デバイスと電子回路技術を融合した分野で、電子工学の基礎と応用を研究。
- 量子・物質工学科(pc)

物理および化学・生物を扱う。物理系の物理・量子工学コースと化学・生物系の物質・生命情報工学コースがある。
- 知能機械工学科(mce)

機械などの「もの」を「つくる」、またそれに伴う力学的現象の解析を行う。
- システム工学科(se)

システム工学を体系的に学ぶ。経営、情報、ネットワークシステムなどの統合最適化などを行う。
- 人間コミュニケーション学科(hc)

1999年度に新設。理工系、社会・文化系の両面から研究を行う。

#### 2010年度 - 2015年度（4学科）
2010年に、「電気通信学部」から「情報理工学部」に改称・改組した。
昼間コースと夜間主コースがある。昼間コースは平日の午前・午後（第5時限目まで）が授業のメインとなる。夜間主コースは、平日が17時台以降（第6・7時限目）の授業がメインになる代わりに、土曜日の午前・午後にも授業がある。昼間・夜間主両コース共に最短在学期間は4年間であり、卒業証書も共通である。
- 総合情報学科 - メディア・セキュリティ・マネジメントなど、「人と人」「人と社会」についての情報分野が主力。
  - メディア情報学コース
  - 経営情報学コース
  - セキュリティ情報学コース
- 情報・通信工学科 - ハードウェアやソフトウェア、ネットワークなど、計算機およびその周辺機器が主力。
  - 情報通信システムコース
  - 電子情報システムコース
  - 情報数理工学コース
  - コンピュータサイエンスコース
- 知能機械工学科 - メカトロニクスを中心とした、機械システム工学が主力。
  - 先端ロボティクスコース
  - 機械システムコース
  - 電子制御システムコース
- 先進理工学科 - 電子工学・ナノテクノロジー・精密工学・生命科学など、理学と工学の両部分を持つ分野が主力。
  - 電子工学コース
  - 光エレクトロニクスコース
  - 応用物理工学コース
  - 生体機能システムコース

以上4学科が昼間課程。3年次に各学科がさらに上記の複数コースに細分化される。
- 先端工学基礎課程 - 夜間主課程。3年次進級時に専門プログラムを選択する。
  - 履修タイプ
    - 社会人コース - 有職者向け
    - インターンシップコース - 社会人以外で実務体験を積むためのコース

  - 専門プログラム
    - 情報・メディア・通信プログラム
    - 電子・機械・制御プログラム

### 大学院

#### 電気通信学研究科の変遷
1965年度 - 1987年度
- 電波通信学専攻 (1965 - 1986) → 電子情報学専攻 (1987 - 2002)
- 電波工学専攻 (1965 - 1969) → 応用電子工学専攻 (1970 - 1987)
- 通信経営学専攻 (1965 - 1970) → 経営工学専攻 (1971 - 1987)
- 電子工学専攻 (1965 - 2009)
- 通信機械工学専攻 (1965 - 1969) → 機械工学専攻 (1970 - 1987)
- 通信材料工学専攻 (1968 - 1971) → 材料科学専攻 (1972 - 1987)
- 通信工学専攻 (1970 - 1987)
- 物理工学専攻 (1971 - 1987)
- 電子計算機学専攻 (1974 - 1980) → 計算機科学専攻 (1981 - 1987)
- 情報数理工学専攻 (1977 - 1987)
- 機械工学第二専攻 (1978 - 1987)

1988年度 - 2002年度
- 情報工学専攻
- 機械制御工学専攻
- 電子物性工学専攻
- 電子工学専攻
- 電子情報学専攻

2003年度 - 2009年度
- 情報通信工学専攻
- 情報工学専攻
- 電子工学専攻
- 量子・物質工学専攻
- 知能機械工学専攻
- システム工学専攻
- 人間コミュニケーション学専攻

#### 情報理工学研究科（2010年度-2015年度）の変遷
「情報理工学研究科」に改称・改組した。
- 総合情報学専攻
- 情報・通信工学専攻
- 知能機械工学専攻
- 先進理工学専攻

#### 情報システム学研究科の変遷
1992年度 - 2006年度
- 情報システム設計学専攻（1992年度設置）
- 情報ネットワーク学専攻（1993年度設置）
- 情報システム運用学専攻（1994年度設置）

2007年度-2015年度
2007年4月に改組して4専攻となった。
- 情報メディアシステム学専攻
- 社会知能情報学専攻
- 情報ネットワークシステム学専攻
- 情報システム基盤学専攻

## その他
- 名称や研究分野が類似していることから、しばしば東京電機大学と混同され誤解される。その特徴の歌がtvkの朝番組saku sakuで『電通大のうた』（作詞・作曲/増田ジゴロウ）として放送された。石渡嶺司、大沢仁著の『就活のバカヤロー』では、広告代理店の電通とよく誤解されると紹介されている。
- 大阪府の私立大学、大阪電気通信大学とは全く関係ない。関西では単に「電通（大）」といえば大阪電気通信大学を指すことがある。なお、官立無線電信講習所大阪支所は香川県三豊郡詫間町に移転する。現：香川高等専門学校 詫間キャンパス。
- 電通大通り - 京王電鉄京王線・相模原線の調布駅北口と甲州街道（国道20号）を結ぶ通り。
- 電気通信大学前交番 - かつて甲州街道の下石原交差点・南東角に調布警察署「下石原交番」が存在したが、2017年2月22日に同交差点・北東角への移転、および改称がなされた。
- UECアライアンスセンターの1階には「セブン-イレブン 電気通信大学前店」がある。この2階には電子部品商社のマルツエレック西東京営業所が入居している。両者は提携しており「24時間、電子部品が買えるコンビニ」というユニークな店舗となっている。[71][72]

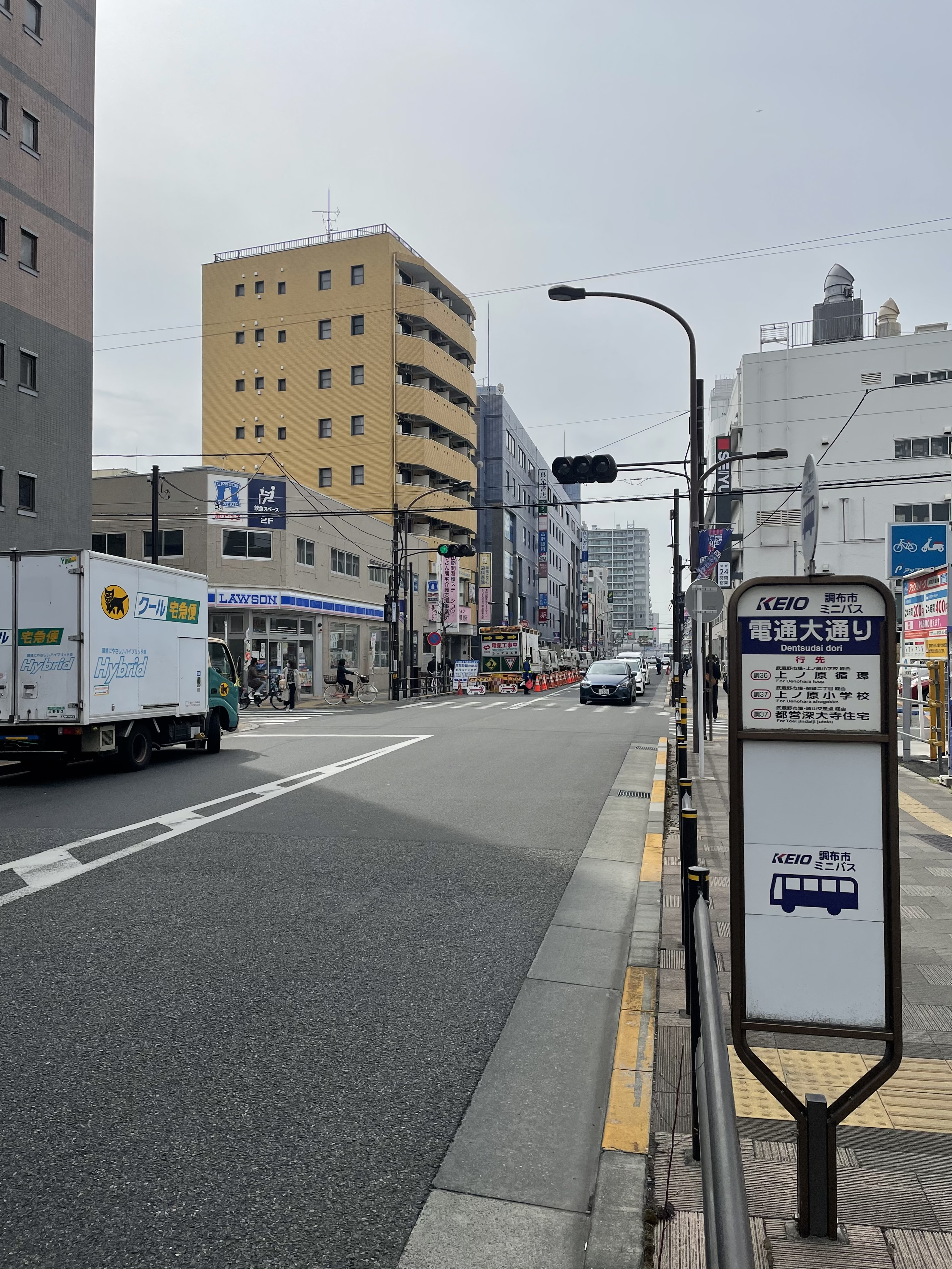
電通大通り
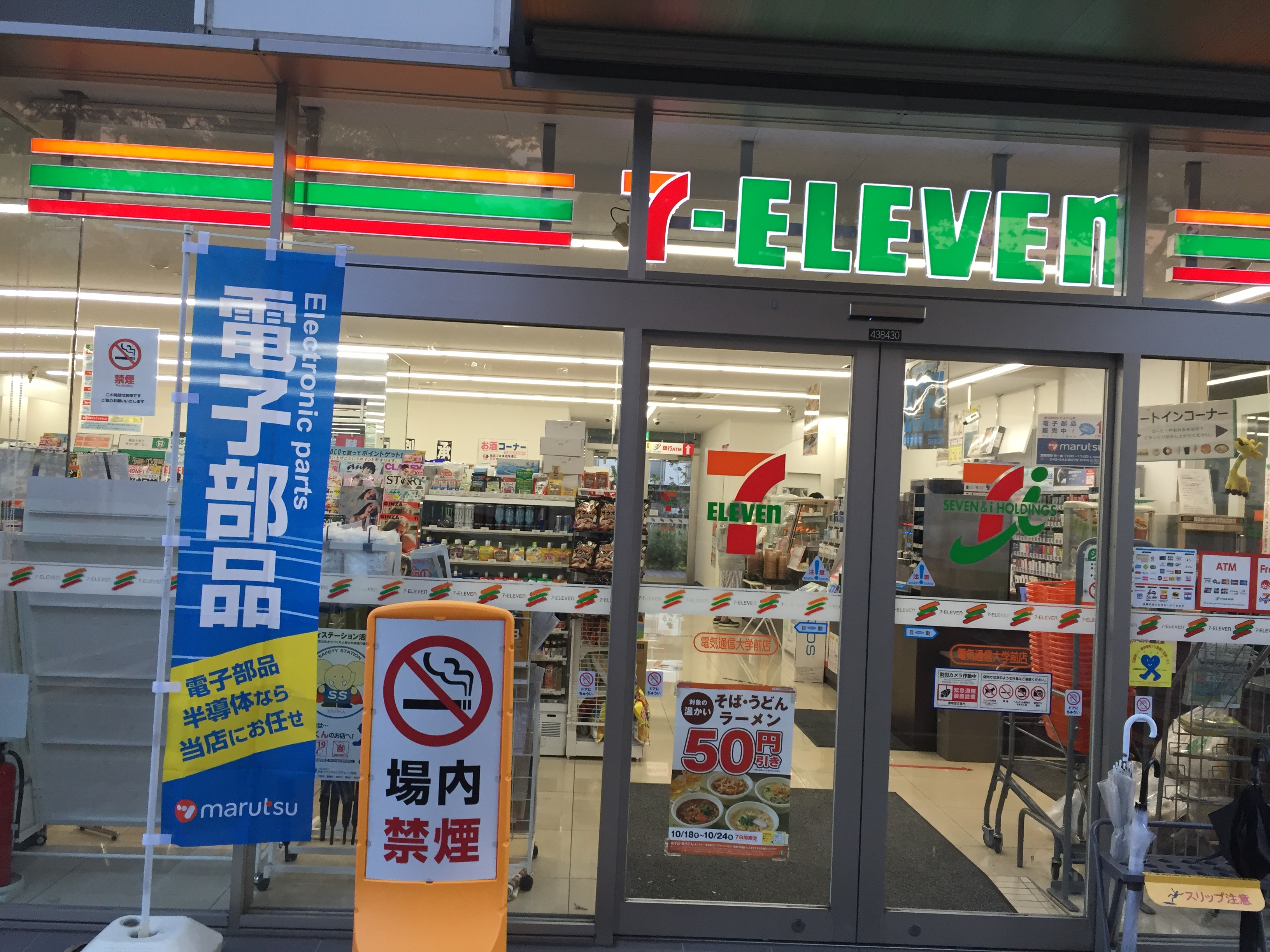
セブン-イレブン 電気通信大学前店